# Billwerder Ausschlag
Billwerder Ausschlag es una isla fluvial del Bajo Elba, parte de la ciudad-estado de Hamburgo, al norte de Alemania. Se encuentra a una distancia de 50 metros al sur de la isla artificial Billerhuder Insel, separada de ella por el canal Bullenhuser. Tiene superficie de 4,5 km², 3,1 km de largo (norte-sur) y un ancho máximo de 1,7 km.

## Características
El extremo sur de la isla forma gran parte de la cala Billwerd (Billwerder Bucht), y al este linda con el canal Tiefstack. La isla en sí está dividida en dos partes por el canal de Bille: Una parte larga y estrecha al noreste, y la parte principal al sudoeste. La zona residencial del distrito de Rothenburgsort se encuentra en esta parte. En el este forma parte del segundo cinturón industrial más grande de Hamburgo, Billbrook-Rothenburgsort.

## Historia
Entre 1894 y 1970 hubo en Hamburgo un barrio que se llamaba también Billwerder Ausschlag, que comprendió gran parte de esta isla (un 84 por ciento de su superficie y 58 por ciento de los residentes del actual distrito de Rothenburgsort), abarcando además las más meridionales islas de Kaltehofe y Billwerder, al oeste de Hamburgo-Moorfleet. SIn embargo, dicho barrio se fusionó en 1970 con el entonces barrio de Rothenburgsort, formando juntos el actual distrito homónimo.